# Grasstein
Grasstein (italienisch Le Cave) ist die nördlichste Fraktion der Gemeinde Franzensfeste in Südtirol (Italien), unmittelbar nördlich der Sachsenklemme im Wipptal gelegen. Der Ort war früher ein wichtiger Umschlagebahnhof an der Brennerbahn für den Nord-Süd-Güterverkehr. Der große Güterbahnhof wurde in den 1980er-Jahren aufgegeben.

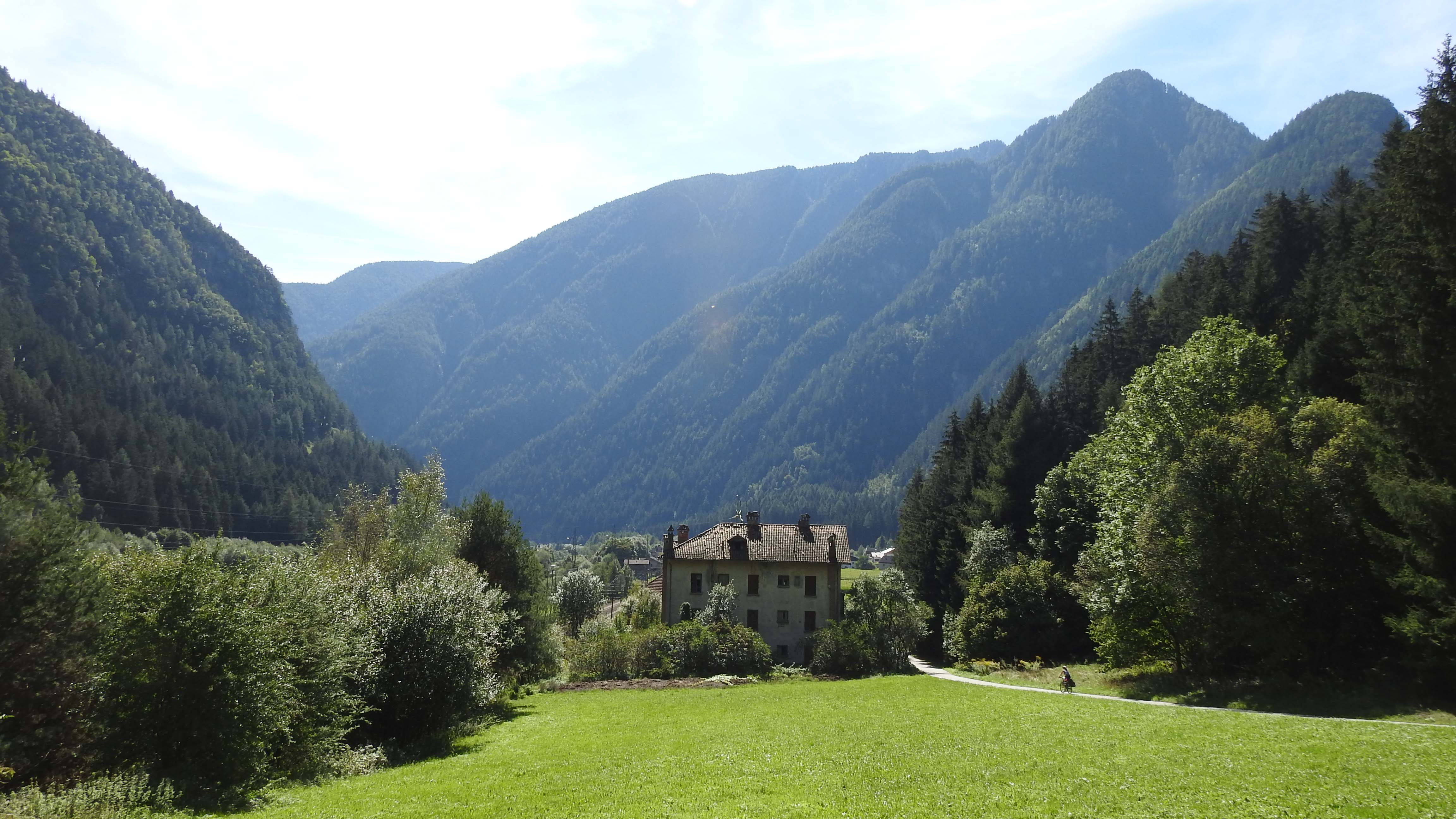
Grasstein mit Sachsenklemme

## Geschichte
Die Siedlung geht auf einen Urhof Hof Grozzenstain zurück, der erstmals 1235 erwähnt ist (aus althochdeutsch grōʒ ‚groß‘ und stain ‚Felsen‘).
In Grasstein betrieben die Fugger im 16. und 17. Jahrhundert als Teil der Jenbacher Gesellschaft ein Hüttwerk, in dem Erze nahe gelegener Schürfstätten aufbereitet wurden.

## Verkehr
Heute führen neben der Brennerbahn auch die A22, die SS 12 und die Radroute 1 „Brenner–Salurn“ durch Grasstein.